# Верес
Верѐс (на италиански и на френски: Verrès, на местен диалект: Verrèts, Верец, от 1929 до 1946 г. Castel Verres, Кастел Верес) е малко градче и община в Северна Италия, автономен регион Вале д'Аоста. Разположено е на 391 m надморска височина. Населението на общината е 2758 души (към 2010 г.).